# Anne Dorthe Tanderup
Anne Dorthe Tanderup (* 24. April 1972 in Aarhus) ist eine ehemalige dänische Handballspielerin. In ihrer Sportart wurde sie Olympiasiegerin und Weltmeisterin.

## Karriere
Tanderup startete ihre Karriere als Handballerin in der Jugendmannschaft von Brabrand IF. Anfang der 1990er-Jahre war die Rückraumspielerin kurzzeitig beim Dauergewinner der österreichischen Staatsmeisterschaft Hypobank Samsung (später Hypo Niederösterreich) aktiv, mit denen sie neben der Staatsmeisterschaft auch die Champions League gewann. Anschließend kehrte sie wieder nach Dänemark zurück und verbrachte die restliche Zeit ihrer sportlichen Laufbahn bei Viborg HK. Während der folgenden Jahre wurde Viborg HK viermal in Folge Dänischer Meister, gewann dreimal den Dänischen Pokal und 1994 den EHF-Pokal. 1997 erreichte Tanderup mit Viborg HK die Finalspiele der Champions League, dort unterlag die Mannschaft allerdings Mar Valencia.
Tanderup bestritt 88 Länderspiele für die dänische Frauen-Handballnationalmannschaft, in denen sie 180 Tore erzielte. Mit Dänemark gewann sie 1996 die olympische Goldmedaille. Außerdem gewann sie 1994 und 1996 die Europameisterschaft. Nach dem zweiten Platz bei der Weltmeisterschaft 1993 und dem dritten Platz bei der WM 1995, wurde sie schließlich 1997 auch Weltmeisterin.
Im Verlauf ihrer sportlichen Laufbahn hatte Tanderup wiederholt mit Knieverletzungen zu kämpfen. Bei der WM 1997 verletzte sie ihr Knie schließlich so schwer, dass sie im Alter von 25 Jahren ihre Karriere abrupt beenden musste. Seitdem leidet sie an chronischen Schmerzen.

## Privates
Nach dem plötzlichen Ende ihrer Karriere als Handballerin zog sich Tanderup lange Zeit aus der Öffentlichkeit zurück. Nachdem sie ab 2008 eine entsprechende Ausbildung machte, ist sie heute als Ernährungsberaterin tätig. In ihrem 2013 erschienenen Buch „Min vej til et sundt liv“ (deutsch: „Mein Weg zu einem gesunden Leben“) beschreibt sie die Neuausrichtung ihres Lebens nach ihrer sportlichen Laufbahn.
Tanderup ist mit dem ehemaligen Radprofi und Tour-de-France-Gewinner Bjarne Riis verheiratet, den sie bei den Olympischen Spielen 1996 kennenlernte. Mit ihrem Ehemann und ihren vier gemeinsamen Söhnen lebte sie mehrere Jahre in Lugano. Im Jahr 2023 zogen sie nach Vejle um.